# Nebulin
Nebulin je protein koji se vezuje za aktin i koji je lokalizovan u tankom vlaknu sarkomera u skeletnim mišićima. To je veoma veliki protein (mase 600–900 kDa) koji vezuje čak 200 monomera aktina. Pošto je njegova dužina proporcionalna dužini tanke niti, veruje se da nebulin deluje kao „lenjir“ tanke niti i reguliše dužinu tanke niti tokom montaže sarkomere i deluje kao omotač aktinske niti. Ostale funkcije nebulina, kao što je uloga u ćelijskoj signalizaciji, ostaju zasada nejasne.
Nebulin je pokazao i sposobnost da reguliše interakcije aktin-miozin inhibiranjem aktivnosti ATPaze na način osetljiv na kalcijum-kalmodulin.
Mutacije u nebulinu uzrokuju neke slučajeve autosomno recesivnog poremećaja poznatog kao nemišja ili nemalinska miopatije.
Manji član porodice proteina nebulina, nazvan nebulet (nebulette), ima ekspresiju u srčanom mišiću.

## Struktura
Struktura SH3 domena nebulina određena je NMR-om. SH3 domen iz nebulina sastoji se od 60 aminokiselinskih ostataka, od kojih je 30% u sekundarnoj strukturi beta ravni (7 lanaca; 18 ostataka).

## Fenotip kod nokaut miševa
Od 2007. godine razvijena su dva modela kod nokaut miševa  za nebulin kako bi se bolje razumela njegova in vivo funkcija. 
Bang i kolege su pokazali da miševi koji izbacuju nebulin umiru postnatalno, imaju smanjenu dužinu tankih niti i oslabljenu kontraktilnu funkciju. Postnatalna dezorganizacija sarkomera i degeneracija su se brzo dogodili kod ovih miševa, što ukazuje na to da je nebulin neophodan za održavanje strukturnog integriteta miofibrila.
Vitt i kolege, su imali slične rezultate kod svojih miševa, koji su takođe umrli postnatalno sa smanjenom dužinom tankih niti i kontraktilnom funkcijom. Ovi miševi koji izbacuju nebulin istražuju se kao životinjski modeli nemalinske miopatije, kod odraslih, koja se javlja sporadično između 20 i 50 godine i predstavljena je opštom slabošću, mijalgijom i brzi napredovanjem.

## Spoljašnje veze
|  | Molimo Vas, obratite pažnju na važno upozorenje u vezi sa temama iz oblasti medicine (zdravlja). |